# Badhytt

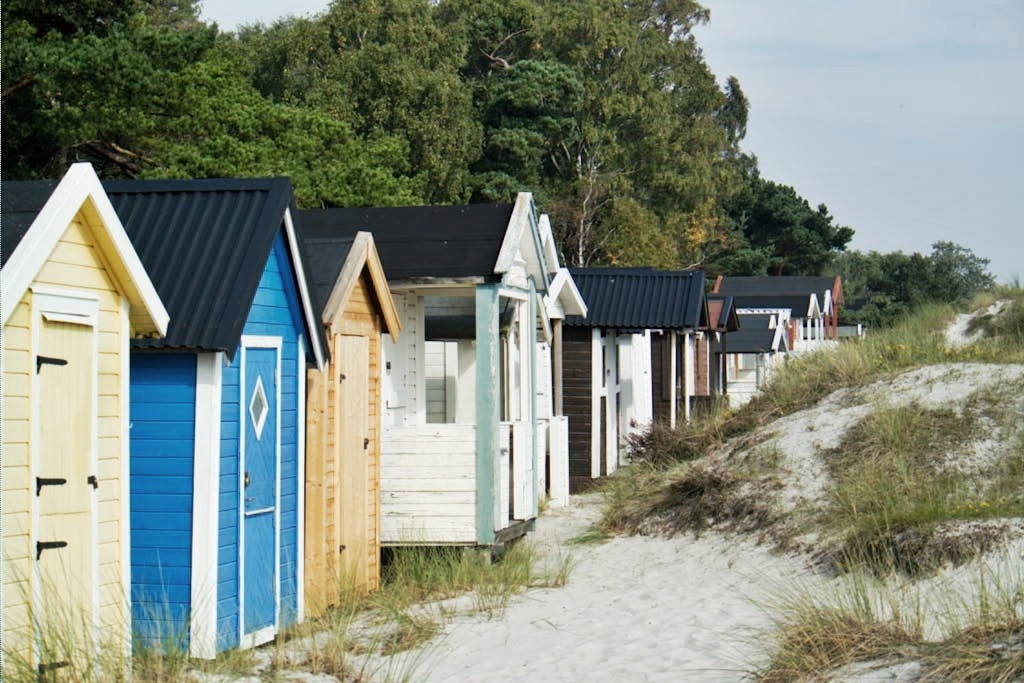
Badhytter längs sandstranden i Höllviken vid Kämpingebukten, Sverige.

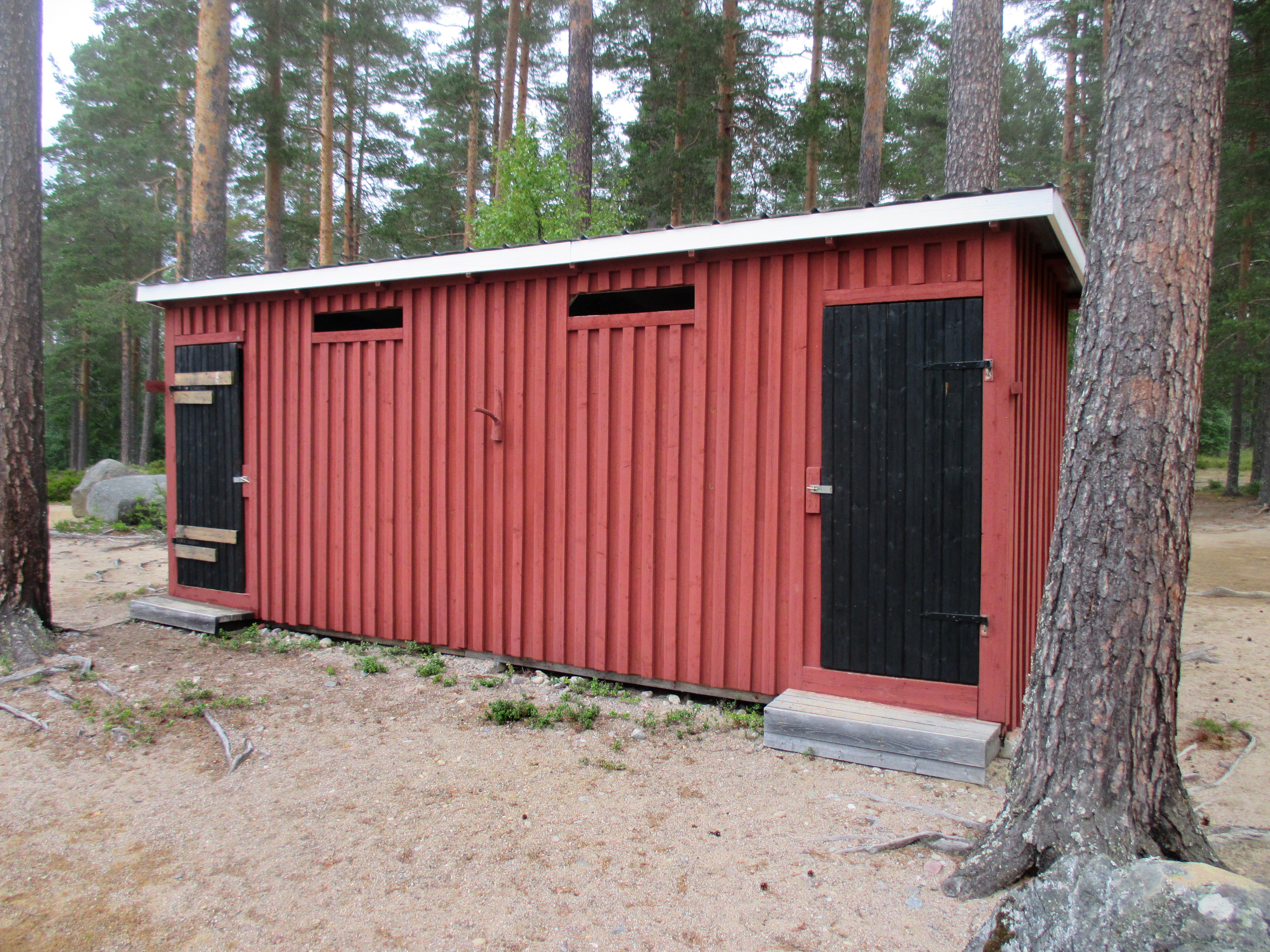
Badhytt på badplatsen vid Sidsjön i Källsjön i Ockelbo kommun.

En badhytt, alternativt strandhydda, strandstuga eller badlåda, är en liten byggnad, vanligtvis i ljusa färger och av trä, ovan högvattenmärket på stränder. Den används vanligtvis som skydd från sol eller vind, ombyte till och från badkläder, samt förvaring. Vissa strandhyddor har även enklare utrustning för tillagning av mat och dryck, vilken oftast drivs av gas eller elektricitet.

## Platser
På många badorter är badhytterna placerade i en eller flera rader längst bak på stranden. Beroende på platsen kan hytterna ägas privat eller av kommunen eller liknande.

## Historik
Man vet att badhytterna i Brighton i Australien funnits åtminstone sedan 1862. De anses ha tillkommit på grund av den viktorianska moral som rådde under stora delar av 1800-talet, och man vet att de vid samma tid fanns inte bara i Australien, utan också i England, Frankrike och Italien.
Under tidigt 1900-tal ansågs strandhyddor i Storbritannien  vara "semesterhem för arbetarklassen", men runt 1930-talet lyftes deras status, när kung Georg V och drottning Mary tillbringade en dag i en strandhydda i Sussex. Under andra världskriget stängdes alla Storbritanniens stränder av. Återöppningen vid sent 1940- och 1950-tal ledde åter till ett intresse för stränderna och de brittiska strandhyddorna.
Många tidiga strandhyddor i Storbritannien var ombyggda fiskebodar, båtskjul eller badmaskiner, medan nyare är speciellt byggda för att vara strandhyddor.
Ordet "badhytt" är belagt i svenska språket sedan 1890.

De färgglada strandhyddorna i Melbournes förort Brighton är något av en turistisk symbol för staden. Brightons pir och stadens skyskrapor syns i bakgrunden.

## Uppmärksammade hyddor
Brittiska drottningens strandhydda i Norfolk brann ned 2003. Hyddan hade varit i brittiska kungafamiljens ägo i 70 år och var känd för att vara mycket omtyckt av drottningen.

## Bildgalleri

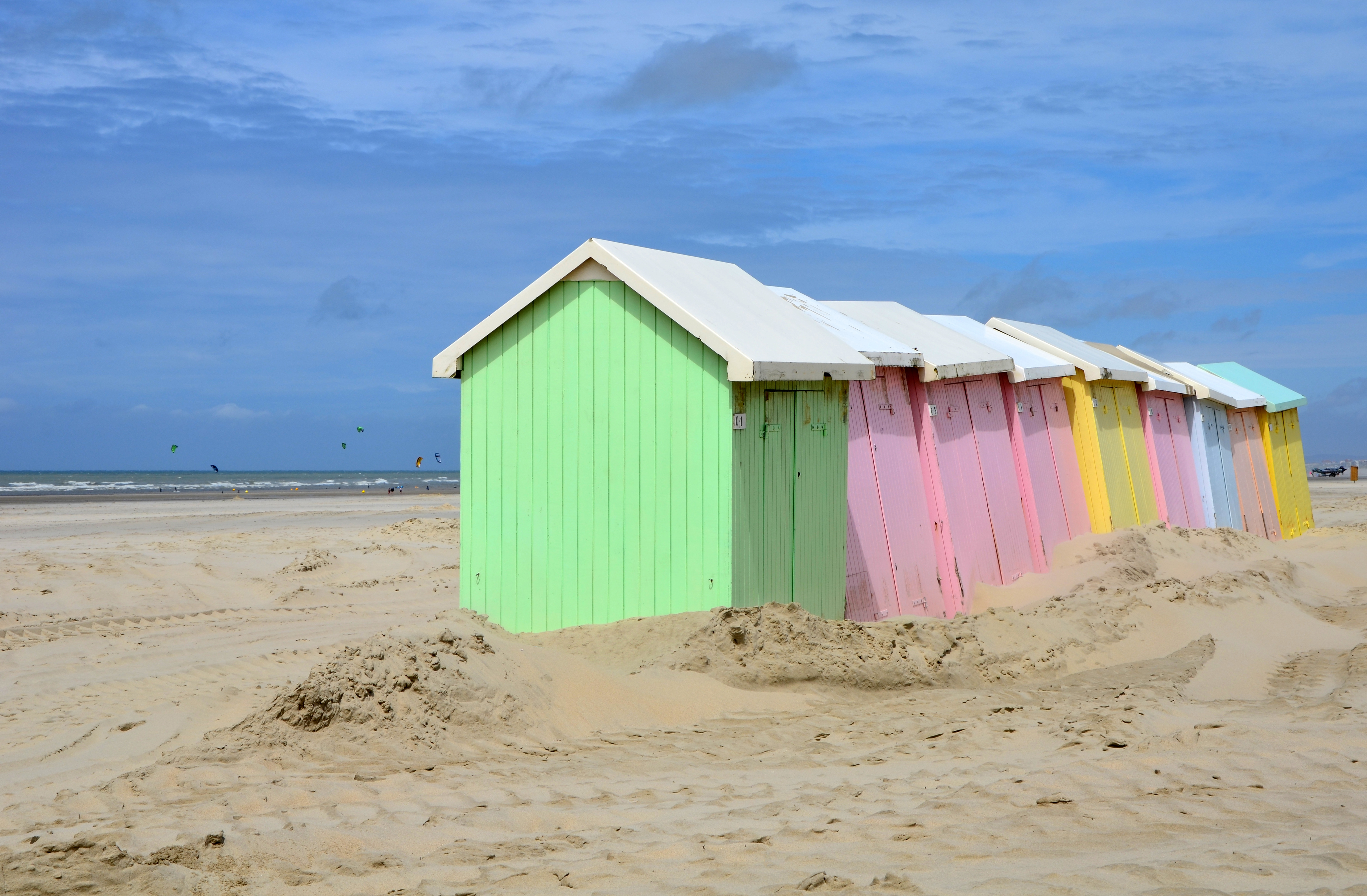
Strandhyddor i Berck, Pas-de-Calais vid Doverkanalen, Frankrike.
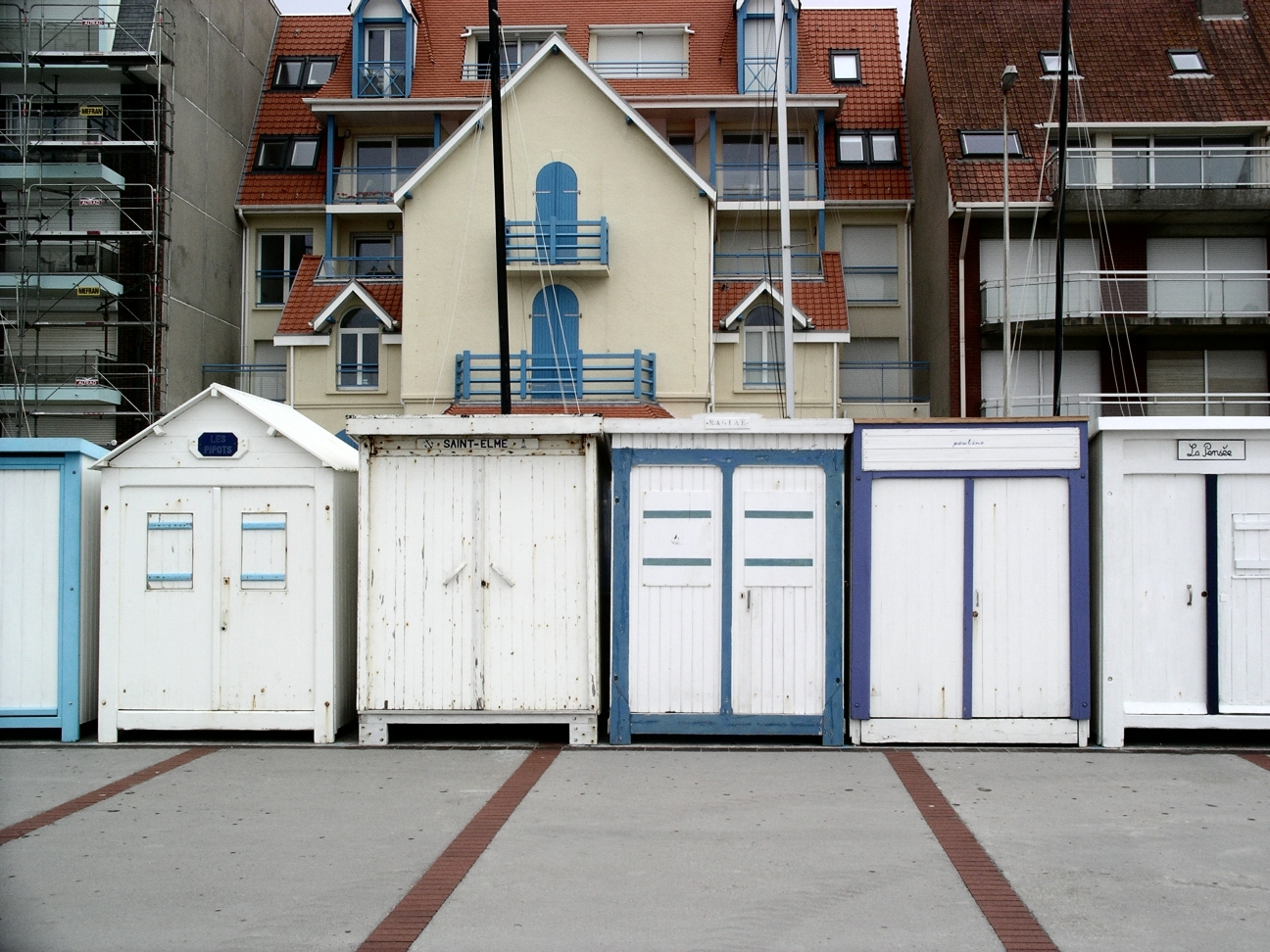
Strandhyddor i Wimereux, Frankrike.
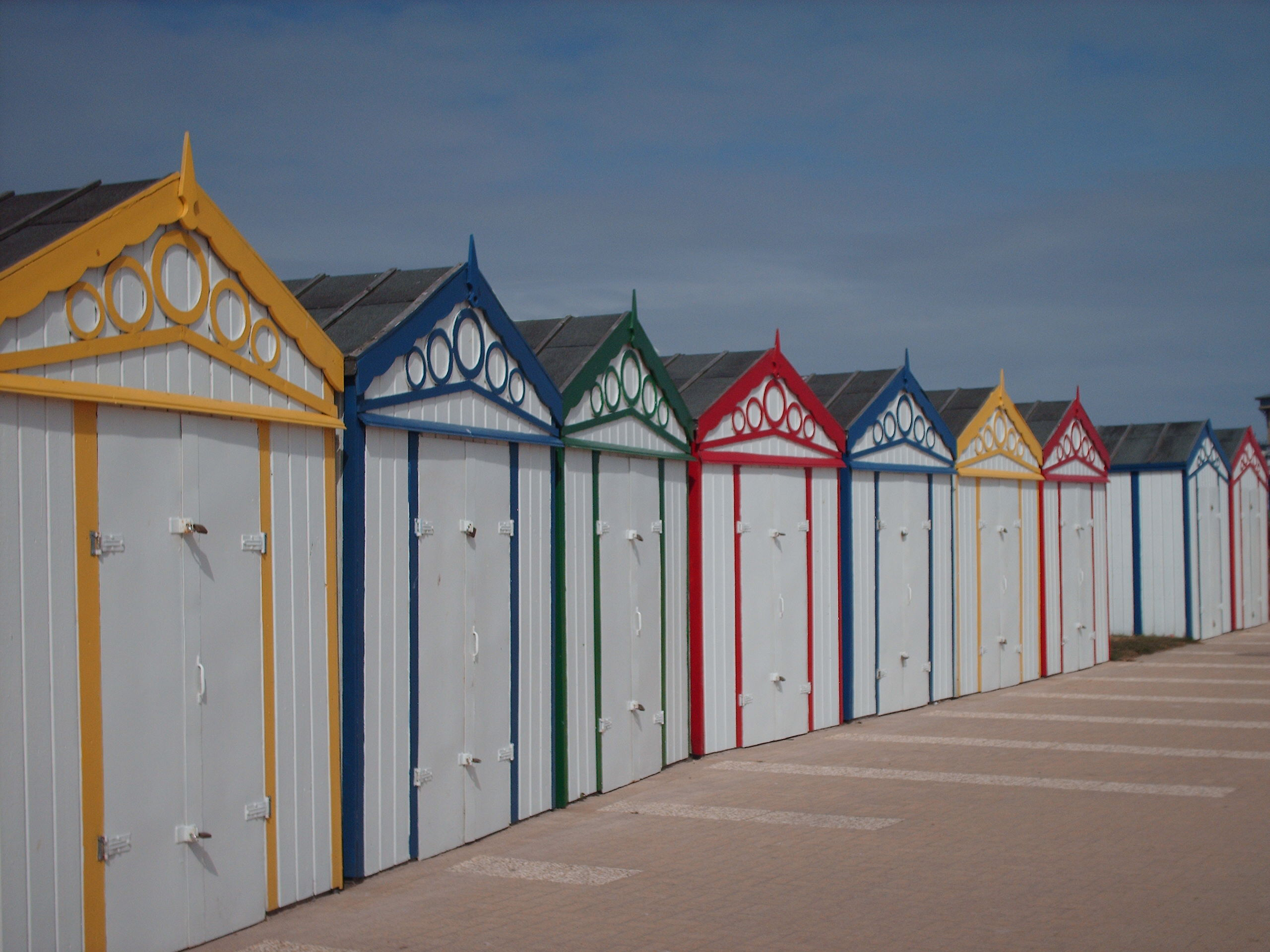
Strandhyddor i Great Yarmouth, England.